# Ondrup (Selm)
Ondrup ist der Name einer Bauerschaft der Stadt Selm im nordrhein-westfälischen Kreis Unna.

## Geographie
Ondrup grenzt im Norden an die zu Nordkirchen gehörende Bauerschaft Berger, im Osten an die zum Nordkirchener Ortsteil Südkirchen gehörende Bauerschaft Obsen, im Südosten an die Selmer Bauerschaft Westerfelde, im Süden an die Bauerschaft Netteberge und an Beifang sowie im Westen an die Selmer Altstadt und an die Bauerschaft Ternsche.
Die Grenze der Bauerschaft im Norden und Nordosten ist zugleich die Grenze der Gemeinde Nordkirchen im Kreis Coesfeld.

## Geschichte
Die Bauerschaft gehörte zum Dreingau.
Im Jahr 1987 hatten die Bauerschaften Ondrup und Westerfelde zusammen 199 Einwohner.

## Siedlungsschwerpunkt
Der Siedlungsschwerpunkt befindet sich an der Südkirchener Straße und an der Straße Zur Disselbrede.

## Haus Buxfort
Das Haus Buxfort gehört zur Bauerschaft Ondrup.

## Verkehr
Durch Ondrup führt die Kreisstraße K 6, die Selm mit Südkirchen und Capelle verbindet.